# استوای خورشیدی
استوای خورشیدی به هر عرض جغرافیایی بر روی زمین گفته می‌شود که در آن عرض، خورشید در هنگام ظهر مستقیماً در بالای سر دیده می‌شود. به دلیل انحراف محوری زمین، استوای خورشیدی در طول سال از مدار رأس‌السرطان در زمان انقلاب تابستانی تا مدار رأس‌الجدی در انقلاب زمستانی تغییر می‌کند. در هنگام اعتدالین، اگر از استوای جغرافیایی به خورشید بنگریم، مکان خورشید در هنگام ظهر، در سمت‌الرأس (درست در بالای سر) است. در عرض‌های جغرافیایی بالاتر از مدارهای رأس‌السرطان و رأس‌الجدی، خورشید در هیچ روزی از سال مستقیماً در بالای سر دیده نمی‌شود.